# Американ Канјон (Калифорнија)
Американ Канјон (енгл. American Canyon) град је у америчкој савезној држави Калифорнија. По попису становништва из 2010. у њему је живело 19.454 становника.

## Демографија
Према попису становништва из 2010. у граду је живело 19.454 становника, што је 9.680 (99,0%) становника више него 2000. године.
| Група             | 2000.         | 2010.         |
| Белци             | 5.138 (52,6%) | 5.543 (28,5%) |
| Афроамериканци    | 717 (7,3%)    | 1.535 (7,9%)  |
| Азијати           | 1.579 (16,2%) | 6.396 (32,9%) |
| Хиспаноамериканци | 1.731 (17,7%) | 5.009 (25,7%) |
| Укупно            | 9.774         | 19.454        |